# Astley Abbotts
Astley Abbotts är en civil parish i Storbritannien.   Den ligger i grevskapet Shropshire i riksdelen England, i den södra delen av landet, 200 km nordväst om huvudstaden London. Antalet invånare är 396.